# 镇河铁犀
开封镇河铁犀，位在中国河南省开封市城东北郊外，铁牛村北。铁犀高约2米，独角朝天，面北，朝黄河方向。犀为明正统十一年（1446年），时河南巡抚于谦治水时督铸。前有二石碑，为康熙三十年（1691年），时河南巡抚阎兴邦治豫重修回龙庙时所立。开封镇河铁犀是第一批河南省文物保护单位，为黄河流域镇水铁牛中最为有名的一件。

## 历史沿革
明洪武三十年（1397年）至宣德六年（1431年）35年间，开封段黄河决溢10次。宣德五年（1430年），于谦任兵部右侍郎兼都御史，并巡抚山西、河南两省。正统五年（1440年），河水再次泛滥，危及开封城。于谦亲督河防，抗洪抢险。其时，“因河决侵汴堤甚急”，于谦“亲临其地，解衣塞之”，又发大愿，“愿以身代，而水果退”。所以待黄河水情平复，于正统十一年（1446年）铸镇河铁犀一尊，并于犀背铸《镇河铁犀铭》一首，共二十二句，其辞“古雅苍健”。铭文曰：
百炼玄金 溶为真液 变幻灵犀 雄威赫奕 填御堤防 波涛永息 安若泰山 固若磐石 水怪潜形 冯夷敛迹 城府坚完 民无垫溺 雨顺风调 男耕女织 四时循序 百神效职 亿万闾阎 施之衽席 惟天之庥 惟帝之力 尔亦有庸 传之无极

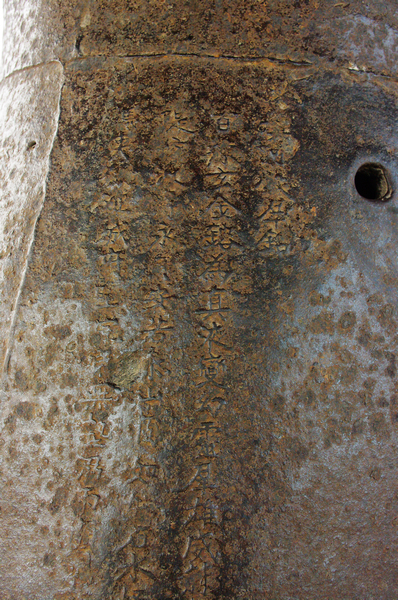
镇河铁犀铭

铸成后的铁犀供奉于黄河岸边回龙庙中。崇祯十五年（1642年），黄河再次溃决，回龙庙被水毁，铁犀半埋于土。“有铁犀一 狰狞蹲踞 半出土上 背鉴铭文”。清顺治年间，铁犀被挖出。康熙年间，时任巡抚阎兴邦，因三年无大水患，于康熙三十年（1691年）重修回龙庙，改称铁犀镇河庙，三进院落，前院供奉河神金龙四大王，后院安放铁犀，面北向河。同时，时主豫及河务大小官员各捐俸禄购置地产若干，以为本庙香火。阎兴邦亲自撰文，立改建铁犀镇河庙碑和铁犀铭碑。
改建铁犀镇河庙碑追述了镇河铁犀之源流经过，记述了此次重修河庙另立石碑的缘由经过。碑文署名列示了当时河南、开封各级大小官员官讳、级别、姓名。

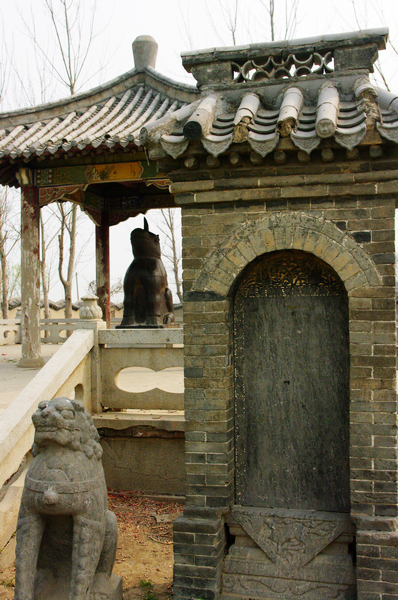
铁犀铭碑与铁犀

铁犀铭碑正面镌刻阎兴邦所撰铁犀铭一首，追古思今，凡二十四句，九十六字。背面携时主豫及河务大小官员为此庙购置香火地之名单。
其《铁犀铭》曰：
昔明中叶 河悍未戢 维于中丞 铸犀镇压 冯夷效顺 水怪潜蛰 越二百年 莫绳旧业 庙背而倾 犀残而溺 我来豫土 黄流允翕 天子圣神 百灵环集 尔宅尔田 不汜不啮 既厘庙貌 作亭树碣 嶷嶷者犀 铮铮者铁 以卫金堤 以丰玉粒 爰勒兹铭 用绍前哲
道光二十一年（1841年），黄河在张湾决口，铁犀庙又毁，但铁犀与阎兴邦所立两碑幸存。
1940年，侵华日军将铁犀掠至开封城，欲为枪弹，铁牛村村民奋力抗争，最终设法收回，仍置于原地。1963年，镇河铁犀被确认为第一批河南省文物保护单位。
近年，开封市郊区黄河河务局，拟将镇河铁犀移往黄河风景游览区，然铁牛村村民据理抗争，以"铁牛村不可无铁牛"为由，留存铁犀于原地。河务局只好照原样翻铸一尊略小者，置于游览区黄河岸边，从此开封有了两尊铁犀。

## 造型特色
镇河铁犀高约两米，独角犀状，蹲踞面北。为生铁拼铸而成，中空，背鉴于谦撰二十二字铭文一首。
背部正中、左肋处各有一伤补痕迹。碑文记载左肋伤为明末李自成军企图砸碎未果所致，背后伤因不明。
另，开封镇河铁犀之独角不在鼻上，而立于脑顶，蹄两瓣，而非三瓣。故应为非犀非牛的异形犀，老百姓俗称其为铁牛。

## 民俗渊源
镇河铁犀能够镇水，原因有三：一说“铁者金也，为水之母，子不敢与母斗，故蚊龙成畏之”；一说，《吴越志》载：“钱武肃王时，有献云鹤水犀带者（以犀角嵌于带中谓之犀带），武肃王登碧波亭命许彦方系带试水，水开七尺许”，因此历代相传犀能镇水；又一说，古代犀、牛不分，牛能耕田，属坤兽，坤在五行中为土，土能克水。

## 其他
四川都江堰、北京颐和园昆明湖、山西大同、湖南茶陵、江苏徐州等地都有不同年代的石牛、铁牛、铜牛。
开封柳园口黄河大堤、郑州花园口黄河大堤、杭州西湖边上均有开封镇河铁犀的复制品。